# عكر (العراق)
عَكِر أو عَقر أو كما يسميها سكانها باللهجة العراقية عَگِرْ هي قريةٌ ريفيّة تابعة إداريًّا لقضاء المهناوية التابع لمحافظة الديوانية في العراق، تتميز المنطقة بريفها وأراضيها الزراعية، يسكنها العراقيون من الشيعة وأغلبهم من طبقة الفلاحين.

## سكان القرية
يشتهر سكّان قرية عكر بزراعة النخيل والمحاصيل الزراعية الأخرى لا سيما الأرز العنبر والياسمين والحِنطة وغيرها، كما يتميزون بتربية المواشي كالأبقار والجاموس والأغنام، وبعض أنواع الطيور كالدجاج والحمام والبط وغيرها من الحيوانات التي يشتهر العراقيون بتربيتها. ويعرف سكانها أيضاً بتمسكهم بالعادات والتقاليد والأعراف العراقية القديمة، يأخذون من مهنة الفلاحة كمصدرٍ للعيش.

## تاريخ[3]
تحدّث بعض المؤرخين والخطباء عن قرية عكر، منهم:
- يصفها أحد الخطباء الحسينيين والذي كان يتردد إلى تلك الأراضي وخاصة قرية ساقان القريبة من عكر، حيث يقول:| عكر (العراق) | (تل عكر) مشرف يسمى عند العوام (أيشان) عكر والسائر إليه من الكوفة يعبر جسر الكوفة الحالي ثم يتجه مشرقة إلى قرية أبو شورة وهي الآن ناحية تابعة لقضاء أبو صخير ثم يركب في أحد السفن الراسية على ضفاف نهر القرية ثم يمضي في الشط الكبير وهو (أبو كفوف) حتى ينتهي إلى نهر (أبو سمك) وهو فرع من شط (أبو كفوف) فيمضي في ذلك النهر مقدار نصف ساعة فيصل إلى (أيشان عكر) وهو محاط بالنخل وفيه قرية أبنيتها من القصب وجريد النخل (صرايف) يسكنها كثير من أهل النجف والكوفة وغيرهم من العشائر وهو يأتي من قرب ناحية الصلاحية التابعة لقضاء الشامية وعند وصول نهر (أبو سمك) إلى (أيشان عكر) ينفصل فرع منه يقال له نهر أغضيب على جهة اليمين ينحدر على بعض أراضي الكرد و"السادة آل أبو جميع" وهم بالقرب من (أيشان عكر) مقابلون له، والفرع الثاني على جهة اليسار ينحدر أيضاً على أراضي الكرد عليه عامة عشائر الكرد. | عكر (العراق) |
- وأيضاً الكاتب المعاصر الأستاذ محمد علي جعفر التميمي في كتاب قلب الفرات الأوسط[ب] في قبيلة الكرد بذكر تنقلهم في المواطن يقول: "ثم أنتقلوا إلى (عكر) الواقعة في ناحية الصلاحية كما هي منازلهم اليوم وهم أحلاف آل فتله."

## شط عكر

الموارد المائية في قضاء الشامية، ويظهر جدول عكر في الشمال

- هو شط يشطر القرية شطرين،[3] طوله 5.6 كيلومترات، حتى سنة 2013 كان يكفي لإرواء 7 آلاف دونم زراعي صيفاً و24 ألف دونم شتاءً، [4] وهو فرع من شط الشامية، ذكرهُ المؤرخ العراقي المعاصر عبد الرزاق الحسني في موجز تاريخ البلدان العراقية ونص ما قاله في تقسيم مياه لواء الديوانية[ج]:| عكر (العراق) | إن نهر (عكر) هذا كان قديمة أصلحته الحكومة بعد خرابه، قال: يدخل شط "أبو أچفوف" (أبو كفوف) أراضي قضاء الشامية تتفرع من ضفتيه عدة شعب أهمها نهر الأعمى الذي يسقي أراضي الصلاحية ويذهب إلى هور ابن نجم فتسقي مياهه مقاطعة أبو تين ويصب أخيرة في (النكارة) النقارة، وشط الأعمى هذا نهر قديم اندرس بزوال الأهتمام بالزراعة وقد أعادت الحكومة فتحه عام ۱۹۲۷، ومنها نهر آل شمخي والچيچان والمهناوية وعكر كلها تصب في هور ابن نجم الذي ينتهي في النكارة. فهذا نهر عكر سُمّي بذلك لمروره بتل عقر (أيشان عكر) بلغة العوام وهذا التل يترجم عمران القرية القديم ويعرب بأنقاضه المتكدسة بالأتربة عن عمارة قديمة تسمى بعقر بابل مرة وعقر الملك أخرى، وهذه المياه هي تلك المياه وإن تغيرت بعض مجاريها واختلف توجيه فيضانها إلى ما تقتضيه المصلحة الوقتية من انحراف، وليست هذه الأوصاف التي سمعتها بملائمة لحصاة كربلاء. | عكر (العراق) |